# Радевский, Христо
}}
Христо Радевский (болг. Христо Василев Радевски); 10 октября 1903, Белиш, Княжество Болгария — 14 февраля 1996, София) — болгарский писатель
, поэт, переводчик, публицист, политик, общественный деятель, Народный артист НРБ (1969), Герой Социалистического Труда НРБ (1973), лауреат Димитровской премии (1950, 1951), депутат Народного собрания Болгарии (1959-1962).

## Биография
После окончания гимназии в Пловдиве, изучал романскую филологию в Софийском университете. В 1924 году дебютировал в печати  в юмористическом журнале «Звонок».
В 1927 году стал членом Коммунистической партии Болгарии.
В 1932 году опубликовал свой первый сборник стихов «К партии».  В книгах «Пульс» (1936), «Когда не хватало воздуха» (1945) поэт критиковал общественный строй Болгарии. После 1944 года воспевал социалистические преобразования: сборники «Завоеванная родина» (1961), «Небо близко» (1963), «Раскованная страна» (1966), «Наша праматерь» (1985).
В 1949-1958 годах – руководитель Союза болгарских писателей. Работал советником по культуре в посольстве Болгарии в Москве (1946–1948). Главный редактор журнала «Септември». Член ЦК БКП.
Большое место в его творчестве занимают юмористические и сатирические произведения: «Они всё ещё живут» (1959), «Сатиры» (1961), «Сто басен» (1961). Детский писатель.
Занимался переводами на болгарский язык русской поэзии («Антология современной русской поэзии», 1938), был редактором сборников серии «Советские поэты».

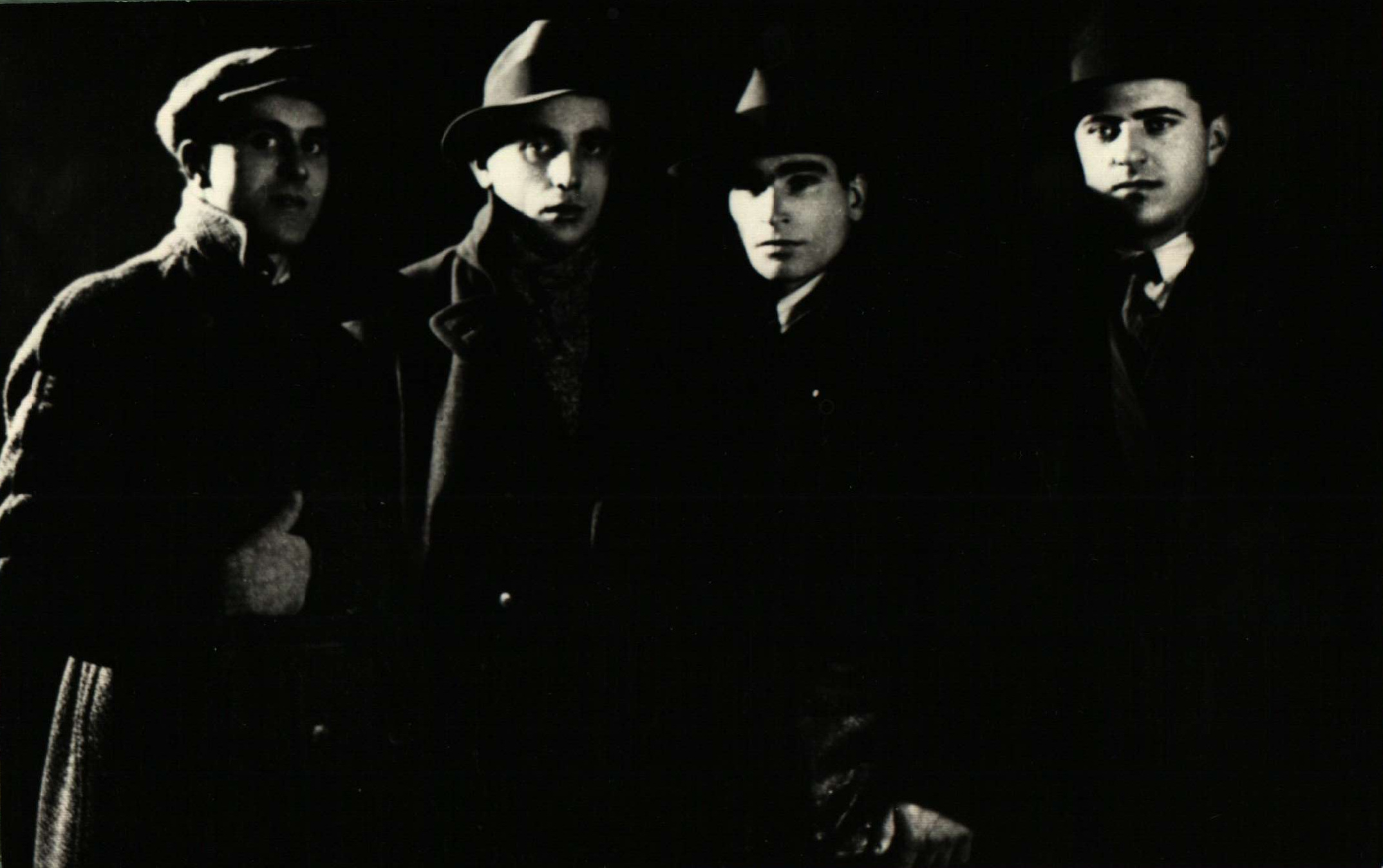
Слева направо: Александр Жендов, Христо Радевский, Георгий Караславов и Никола Ланков. София, 1923 год